# Советский (Дубовский район)
Сове́тский — хутор в Дубовском районе Ростовской области. 
Входит в состав Гуреевского сельского поселения. 

## Население
| 1989 | 2002 | 2010 |
| ---- | ---- | ---- |
| 182  | ↘173 | ↘107 |

## Улицы
На хуторе имеется одна улица: Степная. 